# Ren Nagase
Ren Nagase (永瀬 廉 Nagase Ren?,  Tokio, Japón, 23 de enero de 1999) es un idol, actor, cantante y modelo japonés, afiliado a Johnny & Associates. Desde 2015, Nagase forma parte del grupo masculino King & Prince.

## Biografía
Nagase nació el 23 de enero de 1999 en la ciudad de Tokio, Japón. En 2011, se unió a Johnny & Associates después de que su madre enviase su currículum a la agencia. Nagase comenzó su carrera como miembro de Kansai Johnny's Jr. (una división de Johnny & Associates centrada en artistas que aún no han debutado), donde fue colocado en la unidad musical AぇShōnen. En 2012, formó parte de una nueva unidad llamada "Naniwa Ōji" junto a Daigo Nishihata y Ryūsei Ōnishi. Debutó como actor en 2013, interpretando a Mori Ranmaru en la serie de drama, Nobunaga no Chef. El 5 de junio de 2015, Nagase fue seleccionado como uno de los miembros de la unidad temporal Mr. King vs. Mr. Prince; desde 2016 ha estado activo como miembro de Mr.KING.
En abril de 2017, Nagase se inscribió en la facultad de sociología de la Meiji Gakuin University. El 23 de mayo de 2018, Nagase debutó como miembro del grupo King & Prince, el cual se compone de las unidades Mr.KING y Prince. En 2019, Nagase protagonizó la película Uchi no Shitsuji ga Iu Koto Niwa, e interpretó a Shūichi Akechi en la serie Ore no Sukato, Doko Itta?.

## Filmografía

### Televisión
| Año  | Título                    | Papel          | Notas        |
| ---- | ------------------------- | -------------- | ------------ |
| 2013 | Nobunaga no Chef          | Mori Ranmaru   | Ep. 2, 7 y 8 |
| 2014 | Nobunaga no Chef 2        | Mori Ranmaru   |              |
| 2019 | Ore no Sukato, Doko Itta? | Shūichi Akechi |              |

### Películas
| Año  | Título                            | Papel         | Notas     |
| ---- | --------------------------------- | ------------- | --------- |
| 2014 | Ninjani Sanjō! Mirai e no Tatakai | Shinji Gotō   |           |
| 2019 | Uchi no Shitsuji ga Iu Koto Niwa  | Kaei Karasuma | Principal |